# Mourão Vieira
Antovila Rodrigues Mourão Vieira (Manaus, 6 de dezembro de 1900 – Rio de Janeiro, 15 de junho de 1963) foi um político brasileiro.
Filho de Antônio Mourão Vieira e Deolinda Rodrigues Vieira, casou com Darclée de Medeiros Aranha Mourão Vieira.
Em 1923 fundou o Instituto Alexandre Herculano, em Manaus, e em 1925 formou-se engenheiro agrônomo pela Escola de Agronomia de Manaus.
Foi eleito deputado à Assembleia Constituinte do Amazonas em outubro de 1934, exercendo o mandato até novembro de 1937. De 1942 a 1944 Foi prefeito de Manaus de 1942 a 1944. Filiado à União Democrática Nacional (UDN), foi eleito deputado federal pelo Amazonas nas eleições estaduais no Amazonas em 1947. Nas eleições estaduais no Amazonas em 1954 foi eleito senador pelo Partido Trabalhista Brasileiro (PTB), reeleito senador nas eleições estaduais no Amazonas em 1962.